# Naughty Girl (Beyoncé)
Naughty Girl è un brano R&B/disco scritto da Beyoncé, Scott Storch, Robert Walker e Angela Beyincé per l'album di debutto di Beyoncé, Dangerously in Love del 2003; è stato estratto come quarto e ultimo singolo da Dangerously in Love per la radio americana il 14 marzo 2004, ed è stato pubblicato in diversi Paesi, in CD o digitale, dalla Columbia Records da aprile a giugno 2004.
Naughty Girl usa alcuni sample del ritornello di Love to Love You Baby, brano di Donna Summer del 1975, e mostra influssi di musica araba, dancehall e reggae.
Naughty Girl ha incontrato il favore dei critici musicali, che hanno esaltato la voce autoritaria di Beyoncé e la carica erotica che il brano effonde. Nonostante tutto, alcuni critici hanno dibattuto sulla convincente abilità di Beyoncé ad interpretare una ragazza perversa.
Beyoncé ha ottenuto un disco di platino dalla American Society of Composers, Authors and Publishers come "compositrice dell'anno" (insieme a Scott Storch, Robert Walker, Angela Beyincé, e Donna Summer) e "canzone più cantata" del 2004. Remix ufficiali del brano prevedono la partecipazione di Lil' Flip, Lil' Kim, Grafh, e Redman.
Per quanto Naughty Girl non sia riuscito a eguagliare il successo di Crazy in Love e Baby Boy, ha riscontrato una fortuna più immediata che ha contribuito a spingere l'album in alto nelle classifiche.

## Antefatti
Dopo aver pubblicato l'album Survivor con il gruppo delle Destiny's Child, Beyoncé ha intrapreso una carriera solista e ha inciso il suo album di debutto, Dangerously in Love. Beyoncé ha dichiarato che il disco era più personale rispetto ai precedenti fatti con le Destiny's Child perché poteva esprimere solo se stessa. Ha contatto anche Scott Storch, che aveva prodotto hits per Christina Aguilera, Robert Waller e la cugina, autrice di testi e assistente personale Angela Beyincé.

## Descrizione
Secondo gli spartiti musicali pubblicati su Musicnotes.com da Alfred Music Publishing, Naughty Girl è un brano R&B in tonalità La maggiore.

## Accoglienza
Naughty Girl è stato lodato dalla critica per la sua atmosfera sensuale. Sal Cinquemani di Slant Magazine ha scritto che Beyoncé offre la "... convincente impressione di essere Donna Summer". Natalie Nichols del Los Angeles Times ha scritto che "Naughty Girl spietatamente alla Donna Summer [...] sorprende una Beyoncé sospirante ad amoreggiare con una produzione moderna, interessante". Lewis Dene di BBC ha dichiarato che Beyoncé canta "... disinibita sessualmente e libidinosamente", e Spence D. di IGN ha affermato che la cantante crea "... una leggera brezza di ipnosi acustica", effetto provocato mentre pronuncia la frase "Mi sento sexy". James Poletti di Yahoo! Music ha scritto che Naughty Girl mescola "l'esotismo moresco di Holly Valance con un impulso ritmico R&B tipicamento equilibrato". Rob Fitzpatrick di NME ha caratterizzato il respiro pesante di Beyoncé mentre afferra le "... immaginarie" lenzuola ma che la cantante rimanesse una "devota giovane cristiana che canta ciò che il pubblico vuole che canti". Dopo aver descritto Naughty Girl come un pezzo uptempo festoso, Lisa Verrico dal The Times ha commentato che il brano presenta "... una Beyoncé che canta con una voce insolitamente acuta frasi come 'Il ritmo mi fa sentire matta'". Neil Drumming di Entertainment Weekly ha ribattuto che Beyoncé non canta "in maniera abbastanza convincente di essere una ragazza cattiva".
Bill Lamb, scrivendo per il sito About.com, ha posizionato il brano alla numero tre nella sua classifica delle Top 100 Pop Songs del 2004, e alla numero quarantadue nella sua classifica delle Top 100 Pop Songs del decennio, scrivendo: "Beyoncé ha recuperato una porzione dell'irriverente classico di Donna Summer, Love to Love You Baby per creare questo inno alla provocazione carnale". Naughty Girl è stato candidato nella categoria miglior singolo R&B/Soul di un'artista femminile ai Soul Train Music Awards 2005. Beyoncé è stata insignita del titolo "Cantautrice dell'anno" - insieme a Scott Storch, Robert Walker, Angela Beyoncé e Donna Summer - ai Pop Music Awards 2005 dell'American Society of Composers, Authors and Publishers. Ha anche trionfato nella categoria delle "canzoni più cantate", insieme a Baby Boy e Me, Myself and I. In occasione del trentesimo compleanno di Beyoncé, Erika Ramirez e Jason Lipshutz della rivista Billboard hanno posto Naughty Girl alla numero 12 nella loro classifica delle 30 più grandi hits Billboard di Beyoncé.

## Successo commerciale
Naughty Girl non ha eguagliato il successo nelle classifiche di Crazy in Love e Baby Boy. Tuttavia, come quest'ultimo e Me, Myself and I, Naughty Girl ha riscosso un successo più rapido a livello di vendite rispetto ai suoi predecessori e ha contribuito a rilanciare l'album nelle classifiche e ad intercedere per ottenerne il suo stato di disco multiplatino. Naughty Girl ha esordito alla numero 68 nella Billboard Hot 100 nella settimana del 27 marzo 2004. Dopo undici settimane in classifica, Naughty Girl ha ricevuto il titolo di campione digitale e ha raggiunto la numero tre nella Billboard Hot 100 nella settimana del 5 giugno 2004.

## Video musicale
Il videoclip di Naughty Girl è stato diretto da Jake Nava, che aveva già lavorato con la cantante in due video precedenti, Crazy in Love e Baby Boy. Tributo al cinema hollywoodiano classico con vestiti ed acconciature di quel periodo, presenta Beyoncé nella parte d'una ragazza "cattiva" in numerose immagini provocanti. Danza allusivamente con il cantante Usher emulando Cyd Charisse e Fred Astaire nel musical del 1953 Spettacolo di varietà.
Il video inizia con un'immagine dissipata che s'apre più nitidamente su un sigaro, mentre viene ripresa con uno stacco aperto e offuscato, un'altra immagine abbastanza definita, d'una ragazza (Beyoncé) vista di spalle, con un vestito argentato; il sigaro viene acceso e allora s'inquadra il palco d'un locale con gli astanti che la guardano voltata dall'altra parte. Beyoncé si gira e inizia a cantare la parte lenta del singolo, chinando con dolcezza il capo in avanti e passandosi la mano sui capelli, per poi andarsene nel backstage seguita dalle occhiate degli uomini seduti. Si dirige dunque in una stanza scura con degli specchi e ancheggia sui fianchi, mentre la vediamo vestita con un completo corto rosa semitrasparente, con degli svolazzi alla vita. Lei si muove su un fianco, poi sull'altro dopo aver rizzato e sollevato il busto, mentre intanto, all'interno del pub, davanti ai presenti seduti, s'accendono e s'oscurano dei pannelli.
L'artista muove a scatti il bacino e dietro i pannelli, si rivela esserci delle ragazze che cominciano a ballare, si levano le gonne e si muovono sui fianchi, sollevano i glutei, s'abbassano le gambe aperte, mentre la voce della ragazza davanti agli specchi continua a cantare. All'improvviso entra nel locale una ragazza mora, con i capelli ondulati scuri e una grossa pelliccia di volpe, che è abbassata su una spalla rivelando una pelle ambrata. Nella saletta un ragazzo atterra un coetaneo, mentre Usher s'accende il sigaro (rimandando alla scena iniziale) e la vede indicare lui col mento. Il rapper dà un'altra boccata di fumo mentre lei va a sedersi su uno sgabello del bancone. Dopo uno slittamento scorrevole e continuo, la scena si ferma sulla nuova Beyoncé che, guardando il collega, si solleva il colletto della pelliccia e poi se l'abbassa, rivelando un vestito aderente con rimarcature rosse. I due iniziano a muoversi delicatamente, poi Beyoncé fa leva sui fianchi, s'abbassa rispetto agli altri ballerini, poi s'alza e scosta Usher.
Questi simula una caduta e la riprende a sé con un braccio mentre lei si china all'indietro. Mentre gli altri ballerini ballano sul palco, si vede una ragazza (sempre Beyoncé), con i capelli raccolti in una coda, che è vestita d'un completo corto scuro, dentro una bacinella piena di schiuma e sapone, mentre s'alza sul busto e sul corpo. Mentre i presenti guardano lo champagne d'una bottiglia scorrere sulla piramide di bicchieri, ecco la cantante massaggiarsi con la schiuma e il sapone, guardando ammiccante e audace verso lo spettatore. Mentre esegue la sua performance tra i presenti sbigottiti, un'altra sua "copia" è riccioluta, seduta su un pianoforte bianco. Mentre la ballerina sul palco muove un fianco e Usher approva con un cenno del capo, la donna sulla bacinella continua a immergersi nella schiuma e l'altra ancora, sul piano, è sollevata dalle braccia dello stesso Usher, per poi trovarsi in piedi. Le ultime immagini mostrano Beyoncé nelle sue varie copie, mentre Beyoncé del piano guarda lo schermo con un sorriso e volta la testa.
Il video ha vinto il premio come Miglior video femminile agli MTV Video Music Awards 2004 ed è stato nominato nelle categorie miglior coreografia, miglior video dance e miglior fotografia. Agli MTV Australia Video Music Awards 2005, il video ha ricevuto due nomination come miglior video R&B e video più sexy.

## Versioni ufficiali
- "Naughty Girl" (Part 2 featuring Jae R)
- "Naughty Girl" (Calderone Quayle Club Mix)
- "Naughty Girl" (Calderone Quayle Naughty Dub)
- "Naughty Girl" (Calderone Fierce Ruling Diva's Whore Dipped In Honey Mix)
- "Naughty Girl" (Remix featuring Lil' Flip)
- "Naughty Girl" (Remix featuring Graph)
- "Naughty Girl" (Remix featuring Lil' Flip and Stack Bundles)
- "Naughty Girl" (Remix featuring Lil' Kim)
- "Naughty Girl" (Jones & Impure Vibelicious Remix)
- "Naughty Girl" (Junior's World Re-Edit Mix)
- "Naughty Girl"/"Living for the City" (The Beyoncé Experience Version)
- "Naughty Girl" (Junior's Feeling Like An Orchid)
- "Naughty Girl" (Junior's World Mixshow)
- "Naughty Girl" (Junior's Naughty Marathon Mix)
- "Naughty Girl" (Love To Infinity DMC Mix)
- "Naughty Girl" (The Popstar Club Anthem)
- "Naughty Girl" (Dr. Octavo Kobra Mix)
- "Naughty Girl" (Dr. Octavo Crew Magic Lamp Mix)
- "Naughty Girl" (Dr. Octavo Crew Pharaoh Mix)
- "Naughty Girl" (Dr. Octavo Desert Mix)
- "Naughty Girl" (Eric Sermon Remix featuring Redman)

## Classifiche
| Classifica (2004)   | Posizione massima |
| ------------------- | ----------------- |
| Australia           | 9                 |
| Austria             | 29                |
| Belgio (Fiandre)    | 14                |
| Belgio (Vallonia)   | 14                |
| Canada              | 2                 |
| Danimarca           | 15                |
| Paesi Bassi         | 14                |
| Europa              | 8                 |
| Francia             | 18                |
| Germania            | 16                |
| Irlanda             | 14                |
| Italia              | 23                |
| Nuova Zelanda       | 6                 |
| Norvegia            | 14                |
| Spagna              | 19                |
| Stati Uniti         | 3                 |
| Stati Uniti (Dance) | 1                 |
| Stati Uniti (R&B)   | 8                 |
| Svezia              | 32                |
| Svizzera            | 18                |
| Regno Unito         | 10                |